# Wladimir Smirnow (Skispringer)
Wladimir Smirnow (russisch Владимир Смирнов; * 11. Juni 1947 in Moskau) ist ein ehemaliger sowjetischer Skispringer.

## Werdegang
Smirnow schaffte 1967 den Aufstieg in den sowjetischen A-Nationalkader und gab beim Neujahrsspringen der Vierschanzentournee 1967/68 in Garmisch-Partenkirchen sein internationales Debüt. Nach einem schwachen 69. Platz auf der Großen Olympiaschanze erreichte er auf der Bergiselschanze in Innsbruck Platz 29. Nach diesen beiden Springen brach er die Tournee ab und erreichte Rang 72 der Gesamtwertung.
Bei den folgenden Olympischen Winterspielen 1968 in Grenoble landete Smirnow von der Normalschanze punktgleich mit John McInnes auf dem 55. Platz. Von der Großschanze belegte er Rang 41.
Nach einem Jahr Pause startete er in der WM-Saison bei der Vierschanzentournee 1969/70. Bereits beim Auftaktspringen in Oberstdorf sprang Smirnow auf den 22. Platz auf der Schattenbergschanze. In Garmisch-Partenkirchen zeigte er mit dem 21. Platz ein noch besseres Resultat. In Innsbruck landete er nur auf dem 62. Platz, bevor er auf der Paul-Außerleitner-Schanze in Bischofshofen mit Rang 17 das beste Tournee-Einzelresultat erreichte. In der Gesamtwertung belegte er mit 804,2 Punkten den 23. Platz, was für ihn das beste Gesamtresultat der Karriere war.
Nachdem er bei der folgenden Weltmeisterschaft und auch bei den Olympischen Winterspielen 1972 nicht an den Start ging, da er nicht zur ersten Mannschaft gehörte, startete er bei in der Saison 1972/73 das letzte Mal auf internationaler Ebene. Bei der Vierschanzentournee 1972/73 gelang ihm in Bischofshofen mit Rang 13 das beste Einzelresultat der Karriere. Da er aber in den drei anderen Springen nur durchwachsene Weiten erzielte, reichte es in der Gesamtwertung bei Abschluss der Tournee nur zu Rang 60.

## Erfolge

### Vierschanzentournee-Platzierungen
| Saison  | Platz | Punkte |
| ------- | ----- | ------ |
| 1967/68 | 72.   | 516,1  |
| 1969/70 | 23.   | 804,2  |
| 1972/73 | 60.   | 676,4  |